# Distrito electoral federal 3 de Guerrero
El III Distrito Electoral Federal de Guerrero es uno de los 300 Distritos Electorales en los que se encuentra dividido el territorio de México para la elección de diputados federales y uno de los 9 en los que se divide el estado de Guerrero. Su cabecera es las ciudad de Zihuatanejo.
Desde la distritación de 2017, se forma con el territorio de ocho municipios: Atoyac de Álvarez, Benito Juárez, Coahuayutla de José María Izazaga, Coyuca de Benitez, Zihuatanejo de Azueta, Petatlán, Técpan de Galeana y La Unión de Isidoro Montes de Oca.

## Distritaciones anteriores

### Distritación 1996 - 2005
Entre 1996 y 2005 el tercer distrito de Guerrero tuvo una integración idéntica a la actual.

### Distritación 2005 - 2017
Para la distribución de 2005, el Distrito III de Guerrero se formó está por los siguientes municipios de la Costa Grande del estado: Atoyac de Álvarez, Benito Juárez, Coahuayutla de José María Izazaga, Zihuatanejo de Azueta, La Unión de Isidoro Montes de Oca, Petatlán y Técpan de Galeana.

## Diputados por el distrito
| Diputado                        | Grupo parlamentario | Legislatura   | Periodo     |
| ------------------------------- | ------------------- | ------------- | ----------- |
| J.M. Alcalde                    |                     | III           | 1863 - 1865 |
| José María del Castillo Velasco |                     | IV            | 1867 - 1868 |
| Gregorio Pérez Jardón           |                     | V             | 1869 - 1871 |
| Vacante                         | Vacante             | VI            | 1871 - 1873 |
| José María Pérez                |                     | VII           | 1873 - 1875 |
| Máximo Ortega                   |                     | VIII          | 1875 - 1878 |
| J.M. Pérez                      |                     | IX            | 1878 - 1880 |
| Antonio Ramos Cadena            |                     | X             | 1880 - 1882 |
| Alberto García Granados         |                     | XI XII        | 1882 - 1886 |
| Marcelo León                    |                     | XIII          | 1886 - 1888 |
| Vacante                         | Vacante             | XIV           | 1888 - 1890 |
| Marcelo León                    |                     | XV XVI XVII   | 1890 - 1896 |
| Félix P. Álvarez                |                     | XVIII         | 1896 - 1898 |
| Mariano Ruiz                    |                     | XIX           | 1898 - 1900 |
| Adolfo Fenochio                 |                     | XX            | 1900 - 1902 |
| Carlos de Olaguíbel y Arista    |                     | XXI           | 1902 - 1904 |
| Carlos Díaz Dufoo               |                     | XXII          | 1904 - 1906 |
| Vacante                         | Vacante             | XXIII         | 1906 - 1908 |
| Carlos Díaz Dufoo               |                     | XXIV XXV      | 1908 - 1912 |
| José María Acevedo              |                     | XXVI          | 1912 - 1913 |
| Vacante                         | Vacante             | Constituyente | 1916 - 1917 |
| Cornelio Tapia                  |                     | XXVII         | 1917 - 1918 |
| Aurelio F. Galindo              |                     | XXVIII        | 1918 - 1920 |
| Juan B. Salazar                 |                     | XXIX          | 1920 - 1922 |
| Rafael Torres                   |                     | XXX           | 1922 - 1924 |
| Margarito Gómez                 |                     | XXXI          | 1924 - 1926 |
| Amadeo Meléndez                 | PRG                 | XXXII XXXIII  | 1926 - 1930 |
| José Rueda Bravo                |                     | XXXIV         | 1930 - 1932 |
| Luis Bedolla                    |                     | XXXV          | 1932 - 1934 |
| Salvador González               |                     | XXXVI         | 1934 - 1937 |
| Bolívar Sierra                  |                     | XXXVII        | 1937 - 1940 |
| Amadeo Meléndez                 |                     | XXXVIII       | 1940 - 1943 |
| Isauro López Salgado            |                     | XXXIX         | 1943 - 1946 |
| Alberto Jaimes Miranda          |                     | XL            | 1946 - 1949 |
| Nicolás Vences García           |                     | XLI           | 1949 - 1952 |
| Heberto Aburto Palacios         |                     | XLII          | 1952 - 1955 |
| Carlos Román Celis              |                     | XLIII         | 1955 - 1958 |
| Enrique Salgado Sámano          |                     | XLIV          | 1958 - 1961 |
| Leopoldo Ortega Lozano          |                     | XLV           | 1961 - 1964 |
| Miguel Osorio Marbán            |                     | XLVI          | 1964 - 1967 |
| Alberto Díaz Rodríguez          |                     | XLVII         | 1967 - 1970 |
| Ramiro González Casales         |                     | XLVIII        | 1970 - 1973 |
| Alejandro Cervantes Delgado     |                     | XLIX          | 1973 - 1976 |
| Miguel Bello Pineda             |                     | L             | 1976 - 1979 |
| Aristeo Jaimes Núñez            |                     | LI            | 1979 - 1982 |
| Rafael Armenta Ortiz            |                     | LII           | 1982 - 1985 |
| Alicia Buitrón Brugada          |                     | LIII          | 1985 - 1988 |
| Valdemar Soto Jaimes            |                     | LIV           | 1988 - 1991 |
| Hugo Arce Norato                |                     | LV            | 1991 - 1994 |
| Netzahualcóyotl de la Vega      |                     | LVI           | 1994 - 1997 |
| María de la Luz Núñez Ramos     |                     | LVII          | 1997 - 2000 |
| Celestino Bailón Guerrero       |                     | LVIII         | 2000 - 2003 |
| Francisco Chavarría Valdeolívar |                     | LIX           | 2003 - 2006 |
| Amador Campos Aburto            |                     | LX            | 2006 - 2008 |
| Secundino Catarino Crispín      | 2008 - 2009         | LX            |             |
| Armando Ríos Piter              |                     | LXI           | 2009 - 2012 |
| Silvano Blanco de Aquino        |                     | LXII          | 2012 - 2015 |
| Ricardo Ángel Barrientos Ríos   |                     | LXIII         | 2015 - 2018 |
| Ma. del Carmen Cabrera Lagunas  |                     | LXIV          | 2018 - 2021 |
| Luis Edgardo Palacios Díaz      |                     | LXV           | 2021 - 2024 |
| Ma. del Carmen Cabrera Lagunas  |                     | LXVI          | 2024 -      |

## Resultados electorales

### 2009
| Elecciones federales de 2009 | Elecciones federales de 2009                   | Elecciones federales de 2009 | Elecciones federales de 2009    | Elecciones federales de 2009 | Elecciones federales de 2009 |
| Partido/Coalición            | Partido/Coalición                              | Candidato                    | Candidato                       | Votos                        | Porcentaje                   |
| ---------------------------- | ---------------------------------------------- | ---------------------------- | ------------------------------- | ---------------------------- | ---------------------------- |
|                              | Partido Acción Nacional                        |                              | Elías Cuauhtémoc Tavares Juárez |                              |                              |
|                              | Partido Revolucionario Institucional           |                              | Cervando Ayala Rodríguez        |                              |                              |
|                              | Partido de la Revolución Democrática           |                              | Armando Ríos Piter              |                              |                              |
|                              | Coalición Salvemos a México (PT, Convergencia) |                              | Sandra Araoz Martínez           |                              |                              |
|                              | Partido Verde Ecologista de México             |                              | Liliana Valverde García         |                              |                              |
|                              | Nueva Alianza                                  |                              | Mayra Liz Ruiz Pineda           |                              |                              |
|                              | Partido Socialdemócrata                        |                              | Freddy Javier Santiago Ake      |                              |                              |